# Hoa hậu Hội Báo Tiền Phong 1988
Hoa hậu Hội báo Tiền Phong 1988 ngày còn được biết đến là Hoa hậu Việt Nam 1988, đây là cuộc thi Hoa hậu Việt Nam đầu tiên vào năm 1988. Cuộc thi diễn ra tại Nhà văn hóa Thanh Niên, Hà Nội vào ngày 10 tháng 11 năm 1988. Chiến thắng chung cuộc thuộc về Bùi Bích Phương, á hậu là Nguyễn Thu Mai.
Người chiến thắng cuộc thi năm nay nhận được một chiếc xe đạp Mifa của Đông Đức XHCN, giá tiền tương đương với 4 chỉ vàng thời ấy. Và một chiếc vương miện.